# Dębno (gemeente in het district Myślibórz)
De gemeente Dębno is een stad- en landgemeente in het Poolse district Myślibórz, in de provincie 	West-Pommeren. Aangrenzende gemeenten:
- Boleszkowice en Myślibórz (district Myślibórz)
- Mieszkowice en Trzcińsko-Zdrój (district Gryfino)

in Lubusz:
- Kostrzyn nad Odrą (miejska), Lubiszyn en Witnica (district Gorzów)

Zetel van de gemeente is in de stad Dębno.
De gemeente beslaat 27,0% van de totale oppervlakte van het district.

## Demografie
Stand op 30 juni 2004:
| Omschrijving                   | Totaal | Totaal | Vrouwen | Vrouwen | Mannen | Mannen |
| ------------------------------ | ------ | ------ | ------- | ------- | ------ | ------ |
| eenheid                        | aantal | %      | aantal  | %       | aantal | %      |
| inwoners                       | 20 675 | 100    | 10 533  | 50,9    | 10 142 | 49,1   |
| bevolkingsdichtheid (inw./km²) | 64,9   | 64,9   | 33      | 33      | 31,8   | 31,8   |

De gemeente heeft 30,7% van het aantal inwoners van het district. In 2002 bedroeg het gemiddelde inkomen per inwoner 1716,87 zł.

## Plaatsen
- Dębno (Duits Neudamm, stad sinds 1562)

Administratieve plaatsen (sołectwo) van de gemeente Dębno:
- Barnówko, Bogusław, Cychry, Dargomyśl, Dolsk, Dyszno, Grzymiradz, Krężelin, Krześnica, Młyniska, Mostno-Więcław, Oborzany, Ostrowiec, Różańsko, Sarbinowo, Smolnica, Suchlica en Warnice.

Zonder de status sołectwo : Borne, Borówno, Choszczówko, Grzybno, Hajnówka, Juncewo, Klępin, Łazy, Piołunek, Przylaszczka, Radzicz, Sulisław, Turze.